# Ré bemol

Ré bemol (Ré♭ na notação europeia e D♭ na americana) é uma nota musical um semitom acima de dó e uma abaixo de ré. É, pois, enarmônica das notas si dobrado sustenido e dó sustenido.

## Altura
No temperamento igual, o ré bemol que fica logo acima do dó central do piano (D♭4) tem a freqüência aproximada de 278 Hz. Tem dois enarmônicos, B♯♯ e C♯.